# Andile Jali
Andile Ernest Jali (Matatiele, 10 april 1990) is een Zuid-Afrikaans betaald voetballer die doorgaans speelt als middenvelder. In juli 2025 verliet hij Chippa United. Jali debuteerde in 2010 in het Zuid-Afrikaans voetbalelftal.

## Clubcarrière
Jali doorliep de jeugdopleiding van Hot Spurs en Matat Professionals. Hij debuteerde als professioneel voetballer bij Pretoria University, voordat hij in 2009 op de radar verscheen van Orlando Pirates. Bij de Zuid-Afrikaanse topclub ondertekende de middenvelder een contract voor vijf seizoenen. Jali werd een vaste waarde in het team van Orlando Pirates dat in 2011, onder leiding van coach Ruud Krol, het kampioenschap én beide bekers won. Door zijn goede prestaties veroverde Jali een plaats in de nationale selectie. In januari 2014 maakte hij de overstap naar Europa; KV Oostende contracteerde hem tot medio 2017, met optie op een extra seizoen. In april 2018 werd de verbintenis van Jali verscheurd, waardoor hij zonder club kwam te zitten. Anderhalve maand later vond Jali in Mamelodi Sundowns een nieuwe werkgever. Na vijf seizoenen bij die club verkaste hij transfervrij naar Moroka Swallows. Hier vertrok hij in januari 2024 en na een half seizoen zonder club tekende hij in de zomer van dat jaar voor Chippa United.

## Interlandcarrière
Jali maakte zijn debuut in het Zuid-Afrikaans voetbalelftal op 27 januari 2010, toen er met 3–0 werd gewonnen van Zimbabwe. Hij mocht vier minuten voor het einde invallen voor Teko Modise. Zijn eerste basisplaats volgde op 9 februari 2011, tegen Kenia, een wedstrijd die met 2–0 werd gewonnen. Hij maakte zijn eerste doelpunt op op 4 september 2011, tegen Niger (2-1 winst). Jali zat in de dertigkoppige voorselectie van Bafana Bafana voor het WK 2010 in eigen land, maar door tijdelijke hartproblemen werd hij een van de zeven afvallers.
| Interlands van Jali voor Zuid-Afrika | Interlands van Jali voor Zuid-Afrika | Interlands van Jali voor Zuid-Afrika | Interlands van Jali voor Zuid-Afrika | Interlands van Jali voor Zuid-Afrika | Interlands van Jali voor Zuid-Afrika | Interlands van Jali voor Zuid-Afrika |
| №                                    | Datum                                | Wedstrijd                            | Uitslag                              | Competitie                           | Goals                                |                                      |
| Als speler bij Orlando Pirates       | Als speler bij Orlando Pirates       | Als speler bij Orlando Pirates       | Als speler bij Orlando Pirates       | Als speler bij Orlando Pirates       | Als speler bij Orlando Pirates       | Als speler bij Orlando Pirates       |
| ------------------------------------ | ------------------------------------ | ------------------------------------ | ------------------------------------ | ------------------------------------ | ------------------------------------ | ------------------------------------ |
| 1                                    | 27 januari 2010                      | Zuid-Afrika – Zimbabwe               | 3 – 0                                | Vriendschappelijk                    |                                      |                                      |
| 2                                    | 24 april 2010                        | Zuid-Afrika – Noord-Korea            | 0 – 0                                | Vriendschappelijk                    |                                      |                                      |
| 3                                    | 28 april 2010                        | Zuid-Afrika – Jamaica                | 2 – 0                                | Vriendschappelijk                    |                                      |                                      |
| 4                                    | 11 augustus 2010                     | Zuid-Afrika – Ghana                  | 1 – 0                                | Vriendschappelijk                    |                                      |                                      |
| 5                                    | 17 november 2010                     | Zuid-Afrika – Verenigde Staten       | 0 – 1                                | Vriendschappelijk                    |                                      |                                      |
| 6                                    | 9 februari 2010                      | Zuid-Afrika – Kenia                  | 2 – 0                                | Vriendschappelijk                    |                                      |                                      |
| 7                                    | 5 juni 2011                          | Egypte – Zuid-Afrika                 | 0 – 0                                | AK 2012 kwalificatie                 |                                      |                                      |
| 8                                    | 10 augustus 2011                     | Zuid-Afrika – Burkina Faso           | 3 – 0                                | Vriendschappelijk                    |                                      |                                      |
| 9                                    | 4 september 2011                     | Niger – Zuid-Afrika                  | 2 – 1                                | AK 2012 kwalificatie                 | 71'                                  |                                      |
| 10                                   | 9 juni 2012                          | Botswana – Zuid-Afrika               | 1 – 1                                | WK 2014 kwalificatie                 |                                      |                                      |
| 11                                   | 15 juni 2012                         | Zuid-Afrika – Gabon                  | 3 – 0                                | Vriendschappelijk                    |                                      |                                      |
| 12                                   | 7 september 2013                     | Zuid-Afrika – Botswana               | 4 – 1                                | WK 2014 kwalificatie                 |                                      |                                      |
| 13                                   | 15 november 2013                     | Swaziland – Zuid-Afrika              | 0 – 3                                | Vriendschappelijk                    |                                      |                                      |
| 14                                   | 19 november 2013                     | Zuid-Afrika – Spanje                 | 1 – 0                                | Vriendschappelijk                    |                                      |                                      |
| Als speler bij KV Oostende           |                                      |                                      |                                      |                                      |                                      |                                      |
| 15                                   | 5 maart 2014                         | Zuid-Afrika – Brazilië               | 0 – 5                                | Vriendschappelijk                    |                                      |                                      |
| 16                                   | 5 september 2014                     | Soedan – Zuid-Afrika                 | 0 – 3                                | AK 2015 kwalificatie                 |                                      |                                      |
| 17                                   | 10 september 2014                    | Zuid-Afrika – Nigeria                | 0 – 0                                | AK 2015 kwalificatie                 |                                      |                                      |
| 18                                   | 11 oktober 2014                      | Congo-Brazzaville – Zuid-Afrika      | 0 – 2                                | AK 2015 kwalificatie                 |                                      |                                      |
| 19                                   | 15 oktober 2014                      | Zuid-Afrika – Congo-Brazzaville      | 0 – 0                                | AK 2015 kwalificatie                 |                                      |                                      |
| 20                                   | 15 november 2014                     | Zuid-Afrika – Soedan                 | 2 – 1                                | AK 2015 kwalificatie                 |                                      |                                      |
| 21                                   | 19 november 2014                     | Nigeria – Zuid-Afrika                | 2 – 2                                | AK 2015 kwalificatie                 |                                      |                                      |
| 22                                   | 10 januari 2015                      | Kameroen – Zuid-Afrika               | 1 – 1                                | Vriendschappelijk                    |                                      |                                      |
| 23                                   | 14 januari 2015                      | Mali – Zuid-Afrika                   | 0 – 3                                | Vriendschappelijk                    |                                      |                                      |
| 24                                   | 19 januari 2015                      | Algerije – Zuid-Afrika               | 3 – 1                                | AK 2015                              |                                      |                                      |
| 25                                   | 23 januari 2015                      | Zuid-Afrika – Senegal                | 1 – 1                                | AK 2015                              |                                      |                                      |
| 26                                   | 27 januari 2015                      | Zuid-Afrika – Ghana                  | 1 – 2                                | AK 2015                              |                                      |                                      |
| 27                                   | 29 maart 2015                        | Zuid-Afrika – Nigeria                | 1 – 1                                | Vriendschappelijk                    |                                      |                                      |
| 28                                   | 13 juni 2015                         | Zuid-Afrika – Gambia                 | 0 – 0                                | AK 2017 kwalificatie                 |                                      |                                      |
| 29                                   | 16 juni 2015                         | Zuid-Afrika – Angola                 | 2 – 1                                | Vriendschappelijk                    |                                      |                                      |
| 30                                   | 5 september 2015                     | Mauritanië – Zuid-Afrika             | 3 – 1                                | AK 2017 kwalificatie                 |                                      |                                      |
| 31                                   | 8 september 2015                     | Zuid-Afrika – Senegal                | 1 – 0                                | Vriendschappelijk                    |                                      |                                      |
| 32                                   | 9 oktober 2015                       | Costa Rica – Zuid-Afrika             | 0 – 1                                | Vriendschappelijk                    | 9'                                   |                                      |
| 33                                   | 14 oktober 2015                      | Honduras – Zuid-Afrika               | 1 – 1                                | Vriendschappelijk                    |                                      |                                      |
| 34                                   | 13 november 2015                     | Angola – Zuid-Afrika                 | 1 – 3                                | WK 2018 kwalificatie                 | 80'                                  |                                      |
| 35                                   | 26 maart 2016                        | Kameroen – Zuid-Afrika               | 2 – 2                                | AK 2017 kwalificatie                 |                                      |                                      |
| 36                                   | 29 maart 2016                        | Zuid-Afrika – Kameroen               | 0 – 0                                | AK 2017 kwalificatie                 |                                      |                                      |
| 37                                   | 4 juni 2016                          | Gambia – Zuid-Afrika                 | 0 – 4                                | AK 2017 kwalificatie                 |                                      |                                      |
| 38                                   | 2 september 2016                     | Zuid-Afrika – Mauritanië             | 1 – 1                                | AK 2017 kwalificatie                 |                                      |                                      |
| 39                                   | 6 september 2016                     | Zuid-Afrika – Egypte                 | 1 – 0                                | Vriendschappelijk                    |                                      |                                      |
| 40                                   | 12 november 2016                     | Zuid-Afrika – Senegal                | 2 – 1                                | WK 2018 kwalificatie                 |                                      |                                      |
| 41                                   | 25 maart 2017                        | Zuid-Afrika – Guinee-Bissau          | 3 – 1                                | Vriendschappelijk                    | 89' (pen.)                           |                                      |
| 42                                   | 28 maart 2017                        | Zuid-Afrika – Angola                 | 0 – 0                                | Vriendschappelijk                    |                                      |                                      |
| 43                                   | 13 juni 2017                         | Zuid-Afrika – Zambia                 | 1 – 2                                | Vriendschappelijk                    |                                      |                                      |
| 44                                   | 5 september 2017                     | Zuid-Afrika – Kaapverdië             | 1 – 2                                | WK 2018 kwalificatie                 | 89'                                  |                                      |
| 45                                   | 7 oktober 2017                       | Zuid-Afrika – Burkina Faso           | 3 – 1                                | WK 2018 kwalificatie                 |                                      |                                      |
| 46                                   | 10 november 2017                     | Zuid-Afrika – Senegal                | 0 – 2                                | WK 2018 kwalificatie                 |                                      |                                      |
| 47                                   | 14 november 2017                     | Senegal – Zuid-Afrika                | 2 – 1                                | WK 2018 kwalificatie                 |                                      |                                      |
| Als speler bij Mamelodi Sundowns     |                                      |                                      |                                      |                                      |                                      |                                      |
| 48                                   | 11 oktober 2010                      | Zuid-Afrika – Zambia                 | 1 – 2                                | Vriendschappelijk                    |                                      |                                      |
| 49                                   | 25 maart 2021                        | Zuid-Afrika – Ghana                  | 1 – 1                                | AK 2021 kwalificatie                 |                                      |                                      |

Bijgewerkt op 21 juli 2025.

## Erelijst
| Competitie            |                 |                                    |                 |                 |
| Competitie            | Aantal          | Jaren                              |                 |                 |
| Orlando Pirates       | Orlando Pirates | Orlando Pirates                    | Orlando Pirates | Orlando Pirates |
| --------------------- | --------------- | ---------------------------------- | --------------- | --------------- |
| Premier Soccer League | 2               | 2010/11, 2011/12                   |                 |                 |
| Nedbank Cup           | 1               | 2010/11                            |                 |                 |
| Mamelodi Sundowns     |                 |                                    |                 |                 |
| Premier Soccer League | 4               | 2018/19, 2019/20, 2020/21, 2022/23 |                 |                 |
| Nedbank Cup           | 2               | 2019/20, 2021/22                   |                 |                 |